# 祥興
祥興（しょうこう）は、中国・南宋の衛王趙昺の元号。1278年 - 1279年。また1283年に福建で叛乱を起こした黄華が「祥興5年」を称している。

## 改元
元年5月1日、衛王即位により立年改元。2年2月6日、崖山の戦いに敗れた衛王が入水して没し、南宋は完全に滅亡する。
なお定説では『宋史』及び『続資治通鑑』などの史書に依拠し、1278年改元とするが、1279年旧正月に踰年改元したとする説もある。『元史』は黄華の称した私年号について、1283年を「5年」としているが、この場合1279年改元が符合する。

## 西暦等との対照表
| 祥興 | 元年   | 2年    |
| 西暦 | 1278年 | 1279年 |
| 干支 | 戊寅   | 己卯   |
| 元   | 至元15 | 至元16 |

### 私年号
| 祥興 | 5年    |
| 西暦 | 1283年 |
| 干支 | 癸未   |
| 元   | 至元20 |

## 私年号の出典
『元史』巻12 本紀第12 世祖9（至元二十年冬十月庚子）建寧路管軍総管黄華叛，衆幾十万，号頭陀軍，偽称宋祥興五年，犯崇安、浦城等県，圍建寧府。